# グッド・ニュース・フロム・ザ・ネクスト・ワールド
『グッド・ニュース・フロム・ザ・ネクスト・ワールド』(Good News from the Next World)は、イギリスのロックバンド、シンプル・マインズの10枚目のアルバム。1995年2月7日にリリース。

## 概要
ドラマーのメル・ゲイナーが前作『リアル・ライフ』リリース後の1991年に脱退し、バンドメンバーはジム・カーとチャーリー・バーチルの2人だけとなる。スコットランド、ダブリン、ロサンゼルスの3箇所でレコーディング。1995年2月にリリースされ全英2位、スイスでは1位を記録。1980年代中盤のスタジアム・ロック色の強い路線に回帰し、アメリカのプレスからの評価は上々だったが、本国イギリスのプレスからの反応は冷ややかだった。

## 収録曲
全曲ジム・カー、チャーリー・バーチルの作曲。
1. "She's a River" - 5:32
2. "Night Music" - 5:24
3. "Hypnotised" - 5:53
4. "Great Leap Forward" - 5:56
5. "7 Deadly Sins" - 5:11
6. "And the Band Played On" - 5:32
7. "My Life" - 5:16
8. "Criminal World" - 5:03
9. "This Time" - 4:58
10. "Celtic Strings" - 5:15 ※日本盤ボーナス・トラック

## 参加ミュージシャン
- ジム・カー - ボーカル
- チャーリー・バーチル - ギター、キーボード

### その他ミュージシャン
- マーク・ブラウン、マルコム・フォスター、マーカス・ミラー、ランス・モリソン - ベース
- マーク・シュルマン、タル・バーグマン、ヴィニー・カリウタ - ドラムス